# حوذان طرفي الأزهار
الحوذان طرفي الأزهار (باللاتينية: Ranunculus lateriflorus) نوع نباتي يتبع جنس الحوذان من الفصيلة الحوذانية.

## الموئل والانتشار
موطنه الأصلي بلاد الشام وحوض البحر الأبيض المتوسط.